# Jay Owens (Musiker)
Isaac Jerome Owens (* 6. September 1947 in Lake City, Florida, USA; † 26. November 2005 in Orlando, Florida, USA), bekannt als Jay Owens, war ein blinder US-amerikanischer Blues-Gitarrist, Sänger und Songwriter.

## Biografie
Isaac Jerome Owens wurde in Lake City, Florida, geboren. Als Kind sang er in der Kirche, in der seine Mutter als Seelsorgerin tätig war. Mit 11 Jahren bekam er seine erste Gitarre. Sein Onkel Clarence Jenkins war ein in der Gegend bekannter Bluesmusiker. Owens lernte auch von Jimmy McLin, der unter anderem bei den Ink Spots Gitarre spielte. Während seiner Zeit auf der High School begann Owens, professionell Musik zu machen.
Owens spielte in den 1970er und 1980er Jahren in einer Reihe von Bands, mit denen er so bekannte Musiker wie Al Green, Stevie Wonder und Donny Hathaway begleitete. Mit Zulema Cusseaux ging er nach New York, als diese ihre Solokarriere begann. Später gründete er eigene Bands, die in New Yorker Clubs auftraten.
Mike Vernon produzierte Owens’ Debüt-Soloalbum The Blues Soul of Jay Owens, das 1993 bei Atlantic Records veröffentlicht wurde. Es gewann die Auszeichnungen „Bestes Blues-Album“ und „Bestes Debütalbum“ des Magazins Living Blues und erhielt den Prix Big Bill Broonzy der französischen Académie du Jazz. 1995 veröffentlichte EastWest Records das Album Movin’ On.
Owens war auch ein produktiver Songwriter, dessen Lieder zum Beispiel von Jim Leverton, James Booker und K. T. Oslin aufgenommen wurden.
Jay Owens starb am 26. November 2005 im Alter von 58 Jahren in seinem Haus in Orlando an den Folgen von Diabetes.